# ديكستر لانجن
ديكستر لانجن (بالألمانية: Dexter Langen)‏ (6 ديسمبر 1980 بفريدبرغ في ألمانيا - ) هو لاعب كرة قدم ألماني في مركز الدفاع. لعب مع دينامو دريسدن وكيكرز أوفنباخ وهانزا روستوك وVfB Gießen ‏.

## روابط خارجية
- ديكستر لانجن على موقع إي إس بي إن إف سي (الإنجليزية)
- ديكستر لانجن على موقع قاعدة بيانات كرة القدم.إي يو (الإنجليزية)
- ديكستر لانجن على موقع بيانات كرة القدم. دي إي (الألمانية)
- ديكستر لانجن على موقع عالم كرة القدم.نت (الإنجليزية)